# ماك هايمان
ماك هايمان (بالإنجليزية: Mac Hyman)‏ (25 أغسطس 1923، كورديل في الولايات المتحدة - 17 يوليو 1963، كورديل في الولايات المتحدة)؛ روائي أمريكي.

## روابط خارجية
- ماك هايمان على موقع قاعدة بيانات برودواي على الإنترنت (الإنجليزية)